# 梁鼓角橫吹曲
梁鼓角横吹曲，北朝民歌，以《乐府诗集》所载“梁鼓角横吹曲”的乐府歌曲为主。
横吹曲是五胡十六国、南北朝时北方民族一种在马上演奏的军乐，因为乐器有鼓有角，所以叫做“鼓角横吹曲”。歌辞作者主要是鲜卑族和其他北方各族人民。歌辞现存《企喻歌》、 《琅邪王歌》等六十多首，多是北朝民歌，生动反映了北朝二百多年间的社会状况和时代特征。其语言有原用鲜卑等族语言经翻译为汉文的，显示质朴无华、表情爽直坦率、风格豪放刚健。体裁多以五言四句为主，还有七言四句的七绝体，发展了七言古体和杂言体。除《木兰诗》外，篇幅都较短。输入南朝齐、梁后，梁朝采入乐府机构录存，因此冠以“梁”字，故又名《梁鼓角横吹曲》。